# Сухая Двоенка
Сухая Двоенка — река в Саратовской области России. Устье реки находится в 4,7 км по правому берегу реки Латрык. Длина реки составляет 22 км, площадь водосборного бассейна 278 км².
В 4,1 км от устья по левому берегу реки впадает река Двоенка

## Данные водного реестра
По данным государственного водного реестра России относится к Донскому бассейновому округу, водохозяйственный участок реки — Медведица от истока до впадения реки Терса, речной подбассейн реки — Дон между впадением Хопра и Северского Донца. Речной бассейн реки — Дон (российская часть бассейна).
Код объекта в государственном водном реестре — 05010300112107000008528.